# Rhynchetria damasales
Rhynchetria damasales là một loài bướm đêm trong họ Crambidae.